# Catherine Keener
Catherine Keener (Miami, Florida, 23 de març de 1959) és una actriu estatunidenca.

## Biografia
Nascuda a Miami, Catherine Keener, d'origen libanès i irlandès, és la tercera dels cinc fills de Jim i Evelyn Keener.
Cursa estudis d'anglès i d'història, després es trasllada a Nova York. Troba feina d'ajudanta d'un agent de casting. L'agent l'empeny a fer-se actriu. Els seus començaments el 1986 com a artista van ser prou difícils, encadenant petites aparicions en pel·lícules com Va passar ahir a la nit, Catchfire i Switch, seguit també de segons papers en sèries de televisió com  La llei de Los Angeles  o Seinfeld. Conèixer el realitzador Tom DiCillo serà decisiu: en efecte, quatre pel·lícules Johnny Suede (1991), Living in Oblivion (1994), Box of Moon Light (1996) i The Real Blonde (1997) que roda amb aquest últim possibiliten que es conegui el seu treball. Obté un dels dos papers principals de Walking and Talking , de Nicole Holofcencer (1996), amb qui rodarà dues pel·lícules. Paral·lelament a les pel·lícules independents, Catherine Keener té alguns papers secundaris a les seves primeres grans produccions de Hollywood, com Un embolic molt perillós  i  Assassinat en 8 mil·límetres .
L'any 1999, l'èxit inesperat de Being John Malkovich la llança definitivament, tenint l'ocasió d'obtenir el seu primer nomenament a l'Oscar en la categoria Oscar a la millor actriu secundària. El 2002, va interpretar Burn This  al teatre amb Edward Norton.
Actriu ineludible i respectada pels joves realitzadors hollywoodencs i independents, es diversifica participant en pel·lícules com a S1m0ne, Full Frontal, The Ballad of Jack and Rose, que signa la seva tornada al cinema després de tres anys d'absència a la pantalla gran, i sobretot The 40-Year-Old Virgin, on és l'amiga de Steve Carell. Roda també sota la direcció de realitzadors experimentats com Sydney Pollack per a The Interpreter. I després amb Philip Seymour Hoffman a Capote . Aquesta pel·lícula li val el seu segon nomenament als Oscars.
Recentment, ha participat en les pel·lícules  Into the Wild ,  What Just Happened , Synecdoche, New York  i Genova.

### Vida privada
De 1990 a 2007 va estar casada amb l'actor Dermot Mulroney, que va conèixer al rodatge de Survival Quest, i amb qui ha tingut un fill, Clyde, nascut el 1999.

## Filmografia
| Any  | Pel·lícula                                         | Paper                | Notes |
| ---- | -------------------------------------------------- | -------------------- | ----- |
| 1986 | Va passar ahir a la nit (About Last Night...)      | Cambrera de Cocktail |       |
| 1989 | Escola de supervivència (Survival Quest)           | Cheryl               |       |
| 1990 | Catchfire                                          | Trucker's girl       |       |
| 1991 | Una rossa molt dubtosa (Switch)                    | Secretària d'Stevey  |       |
| 1991 | Johnny Suede                                       | Yvonne               |       |
| 1992 | The Gun in Betty Lou's Handbag                     | Suzanne              |       |
| 1995 | Living in Oblivion                                 | Nicole Springer      |       |
| 1996 | Walking and Talking                                | Amelia               |       |
| 1996 | Nois                                               | Jilly                |       |
| 1996 | Box of Moon Light                                  | Floatie Dupre        |       |
| 1996 | Si les parets parlessin                            | Becky Donnelly       |       |
| 1997 | The Real Blonde                                    | Mary                 |       |
| 1998 | Un embolic molt perillós (Out of Sight)            | Adele                |       |
| 1998 | Amics i veïns (Your Friends & Neighbors)           | Terri                |       |
| 1999 | Assassinat en 8 mil·límetres (8mm)                 | Amy Welles           |       |
| 1999 | Simpatico                                          | Cecilia              |       |
| 1999 | Being John Malkovich                               | Maxine Lund          |       |
| 2001 | Lovely & Amazing                                   | Michelle Marks       |       |
| 2002 | Adaptation: el lladre d'orquídies (Adaptation.)    | Ella mateixa         | Cameo |
| 2002 | Full Frontal                                       | Lee                  |       |
| 2002 | Smoochy (Death to Smoochy)                         | Nora Wells           |       |
| 2002 | S1m0ne                                             | Elaine Christian     |       |
| 2005 | The Ballad of Jack and Rose                        | Kathleen             |       |
| 2005 | The Interpreter                                    | Dot                  |       |
| 2005 | The 40-Year-Old Virgin                             | Trish Piedmont       |       |
| 2005 | Capote                                             | Harper Lee           |       |
| 2006 | Amics amb diners (Friends with Money)              | Christine            |       |
| 2007 | An American Crime                                  | Gertrude Baniszewski |       |
| 2007 | Into the Wild                                      | Jan Burres           |       |
| 2008 | Hamlet 2                                           | Brie Marschz         |       |
| 2008 | What Just Happened                                 | Lou Tarnow           |       |
| 2008 | Synecdoche, New York                               | Adele Lack           |       |
| 2008 | Genova                                             | Barbara              |       |
| 2009 | The Soloist                                        | Mary Weston          |       |
| 2009 | Where the Wild Things Are                          | Connie               |       |
| 2010 | Percy Jackson & the Olympians: The Lightning Thief | Sally Jackson        |       |
| 2010 | Nailed                                             | Rep. Pam Hendrickson |       |
| 2010 | Please Give                                        | Kate                 |       |
| 2010 | Confia en mi                                       | Lynn Cameron         |       |
| 2013 | Enough Said                                        | Marianne             |       |
| 2013 | Begin Again                                        | Miriam Hart          |       |
| 2015 | Accidental Love                                    | Pam Hendrickson      |       |
| 2017 | Get Out                                            | Missy Armitage       |       |
| 2018 | Sicario: Day of the Soldado                        | Cynthia Foards       |       |

### A la televisió
- 1986: The Alan King Show (TV), de Jim Drake: Abby
- 1987: La llei de Los Angeles (LA Law) (sèrie TV): Cambrera (#1 episodi, 1987)
- 1987: Ohara ("Ohara") (sèrie TV): Tinent Cricket Sideris (1987)
- 1988: Knightwatch (sèrie TV): Rebecca (#2 episodis, 1988-1989)
- 1989: Curse of the Corn People (TV), de Michael Dinner: Jan Engle
- 1992: Seinfeld (sèrie TV): Nina (#1 episodi)
- 1996: Heroine of Hell (TV), de Nietzchka Keene: Magda
- 1996: Si les parets parlessin (If These Walls Could Talk) (TV): Becky ("1952")
- 2019: Modern Love (web TV): Julie

### Com a productora
- 2006: God Grew Tired of Us: The Story of Lost Boys of Sudan, de Christopher Dillon Quinn i Tommy Walker

## Premis i nominacions

### Premis
- Satellite Awards
  - 2000 millor actriu musical o còmica per Being John Malkovich

### Nominacions
- Oscar
  - 2000 Oscar a la millor actriu secundària per Being John Malkovich
  - 2006 Oscar a la millor actriu secundària per Capote
- Globus d'Or
- 2000 Globus d'Or a la millor actriu secundària per Being John Malkovich
- 2008 Globus d'Or a la millor actriu en una mini-sèrie o telefilm per An American Crime
- BAFTA
  - 2000 Millor actriu secundària per Being John Malkovich
  - 2006 Millor actriu secundària per Capote
- Premis Independent Spirit
  - 1993 Millor paper femení per Johnny Suede
  - 1997 Millor paper femení per Walking and Talking
  - 2003 Millor paper femení per Lovely and Amazing
- Satellite Awards
  - 2003 millor actriu musical o còmica per Lovely and Amazing